# باكس لودج
باكس لودج هو المركز العالمي للرابطة العالمية للمرشدات وفتيات الكشافة في لندن، إنجلترا. وافتتح في عام 1990 ولكن لم يكن أول مركز في العالم في إنجلترا فقد سبقه منزل أولاف (1959-1988)،ويسمى أيضا أولاف بادن باول (المرشدة الرئيسية العالمية وزوجة روبرت بادن باول مؤسس الحركة الكشفية).

## روابط خارجية
- موقع باكس لودج
- صفحة مراكز العالمية الجمعية العالمية للمرشدات
- المراكز العالمية لفتيات الكشافة في الولايات المتحدة الأمريكية